# Las ocho montañas
Le otto montagne es una película dramática en italiano de 2022 dirigida por Felix van Groeningen y Charlotte Vandermeersch, quienes adaptaron el guion de la novela del mismo nombre de Paolo Cognetti. La película describe la amistad entre dos hombres que pasan su infancia juntos en un remoto pueblo alpino y se reencuentran más tarde, ya adultos. Se estrenó en competición en el Festival de cine de Cannes en mayo de 2022.

## Sinopsis
De niños convertidos en hombres que intentan borrar las huellas de sus padres, pero que, por las vueltas que dan, siempre acaban volviendo a casa. Pietro es un chico de la ciudad, Bruno es el último hijo de un olvidado pueblo de montaña. A lo largo de los años, Bruno se mantiene fiel a su montaña, mientras que Pietro es el que va y viene. Sus encuentros los introducen al amor y la pérdida, les recuerdan sus orígenes y dejan que sus destinos se desarrollen, mientras Pietro y Bruno descubren lo que significa ser verdaderos amigos para toda la vida.

## Reparto
- Luca Marinelli como Pietro
  - Lupo Barbiero como El joven Pietro
  - Andrea Palma como Pietro adolescente
- Alessandro Borghi como Bruno
  - Cristiano Sassella como El joven Bruno
  - Francesco Palombelli como El adolescente Bruno
- Filippo Timi como Giovanni
- Elena Lietti como Francesca
- Elisabetta Mazzullo como Lara
- Surakshya Panta como Asmi

## Producción
La película se rodó en los Alpes italianos, Turín y Nepal durante siete meses, a partir del verano de 2021.

## Recepción
En el sitio web del agregador de reseñas Rotten Tomatoes, la película tiene una calificación de aprobación del 79%, según 19 reseñas, y una calificación promedio de 6.9/10.